# ماریا کاریداد کولون
ماریا کاریداد کولون (اسپانیایی: María Caridad Colón‎؛ زادهٔ ۲۵ مارس ۱۹۵۸) پرتاب‌گر نیزه اهل کوبا است.
وی در مسابقات کشوری و بین‌المللی در مجموع برندهٔ ۴ مدال طلا، ۱ مدال نقره، ۱ مدال برنز شده‌است.